# 42775 Б'янчіні
42775 Б'янчіні (42775 Bianchini) — астероїд головного поясу, відкритий 26 жовтня 1998 року.
Тіссеранів параметр щодо Юпітера — 3,043.